# Armand Estang
Pour les articles homonymes, voir Estang (homonymie).
Armand Estang (né le 10 décembre 1886 à Agen et mort le 16 mai 1956 à Bordeaux) est un athlète français, spécialiste du saut en hauteur et du saut en longueur.

## Biographie
Il est champion de France du saut en longueur sans élan en 1914. 
Il participe aux Jeux olympiques de 1912 à Stockholm où il est éliminé en qualifications du saut en hauteur.